# Hurayra
Hurayra (tiếng Ả Rập: هريرة) hay Harira là một ngôi làng Syria ở huyện Al-Zabadani của tỉnh Rif Dimashq. Theo Cục Thống kê Trung ương Syria (CBS), Hurayra có dân số 2.455 trong cuộc điều tra dân số năm 2004. Cư dân của nó chủ yếu là người Hồi giáo Sunni.